# Komparse

Hauptdarstellerin Zarah Leander in der Rolle eines Revuestars mit Komparsen in der Rolle von Revuetänzern bei (oben links) und nach (oben rechts) der Probe einer Filmszene zu Premiere, Wien 1936

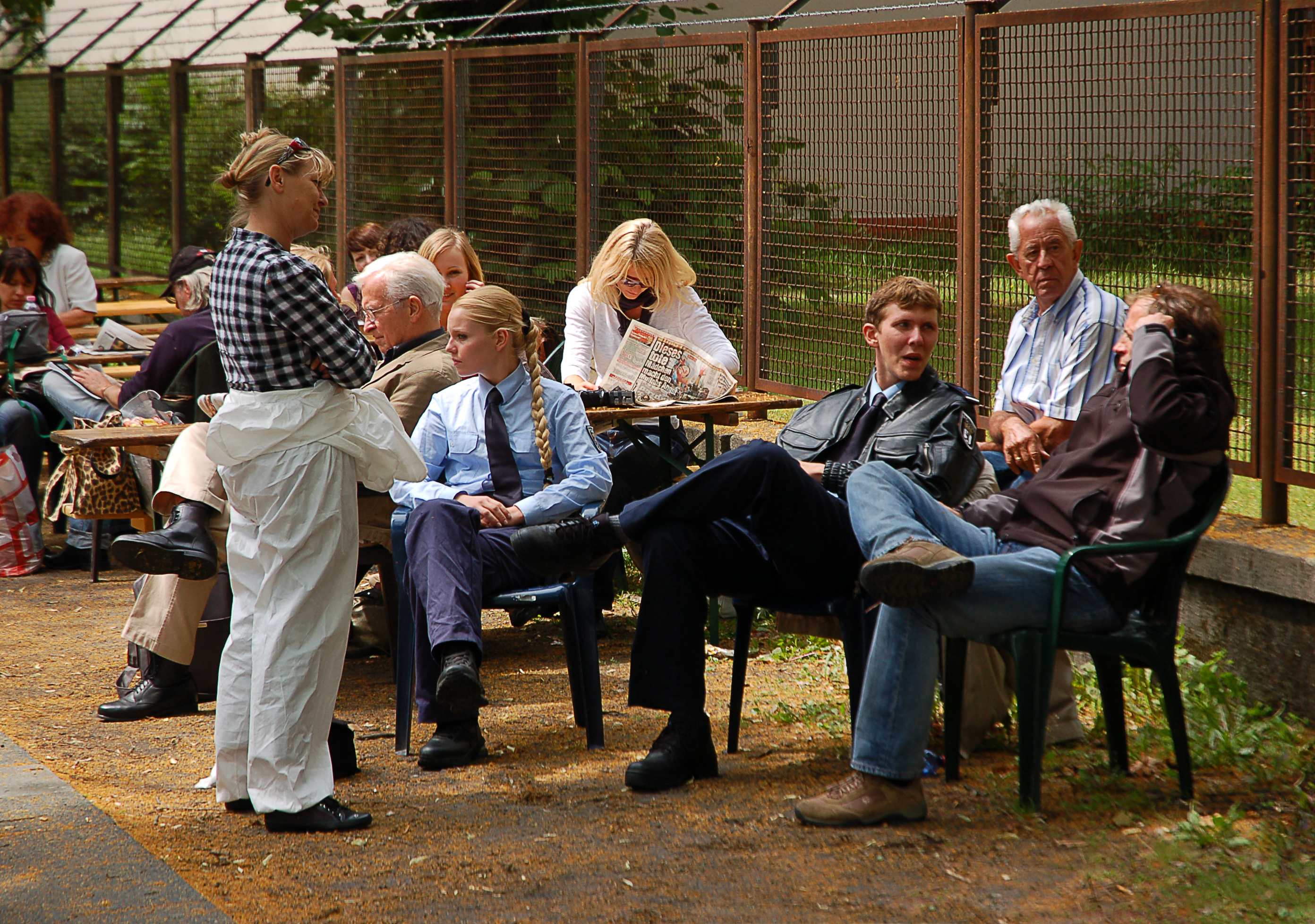
Komparsen warten auf ihren Einsatz

Komparsen wirken als Darsteller in Filmen und TV-Serien mit. Im Gegensatz zum Statisten hat ein Komparse eine geringfügig individuellere Rolle, gelegentlich etwas Text – in letzterem Fall bezeichnet man ihn jedoch eher als Kleindarsteller. Zudem existiert der Begriff Kleinstdarsteller.
Weder Komparsen bzw. Kleindarsteller noch Statisten tragen mit ihrer Rolle wesentlich zum Handlungsverlauf bei und sind vielmehr „lebende Requisiten“, welche die Hintergrundaktion einer Filmszene darstellen.

## Unterschied Komparse und Statist

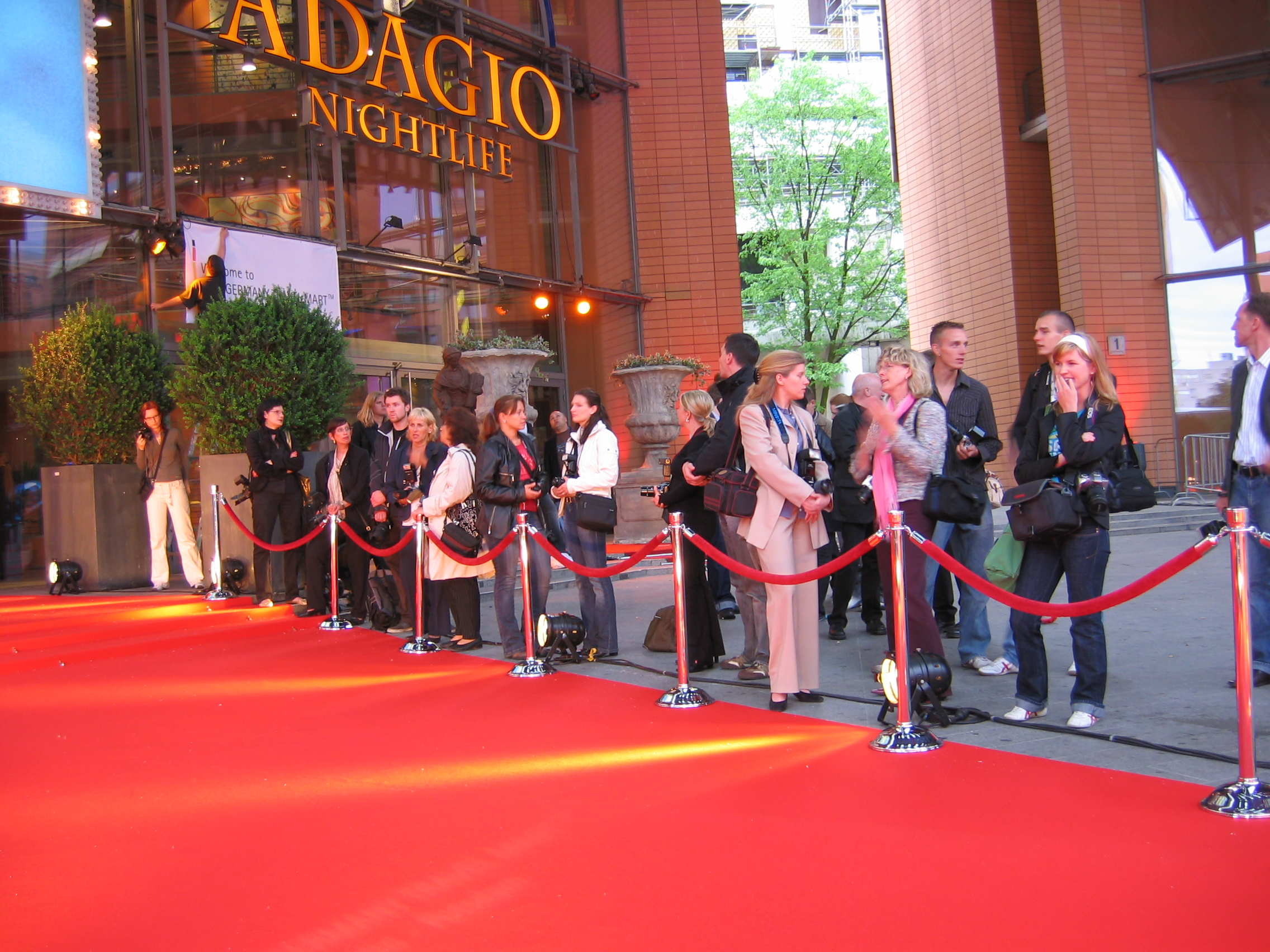
Komparsen als „Fotografen“ am Roten Teppich

Der Unterschied zwischen Statisten und Komparsen liegt in der Interaktion mit der Handlung. Wenn sich beispielsweise ein Darsteller in einem Café in dem Moment hinsetzen soll, wenn ein Schauspieler zur Tür hereinkommt, spricht man von einem Komparsen. Die anderen Gäste des Cafés, die ohne Beachtung der Haupthandlung agieren, also nur sitzen, sich (stumm) unterhalten oder trinken, bezeichnet man hingegen als Statisten. In Österreich existiert noch der sogenannte Edelkomparse, er hat eine minimale Funktion, hält etwa eine Türe auf und reagiert auf ein Danke oder ähnlich. Das wirkt sich auch in der Bezahlung aus. 
Heute wird meist nicht zwischen Statisten und Komparsen unterschieden: Im Film und in der Werbung wird überwiegend der Begriff Komparse verwendet. Durch flachere Hierarchien und mehr Improvisation im Rahmen der Dreharbeiten ergeben sich häufiger Änderungen der Rollen, wodurch Statisten kurzfristig als Komparsen oder Kleindarsteller eingesetzt werden. Früher wurden Darsteller verbindlich als Statisten, Komparsen oder Kleindarsteller gebucht und exakt in dieser Funktion eingesetzt. Heute werden fast alle Darsteller als Komparsen gebucht, und am Set entscheidet sich oft spontan, wer welche Aufgabe einnimmt.
Komparsen werden auch als Jubelpublikum oder als Fotografen am Roten Teppich gebucht, dort stehen Filmaufnahmen nicht im Mittelpunkt.
In dem von den Tarifparteien Ver.di und der Allianz Deutscher Produzenten – Film und Fernsehen e. V., (Berlin) am 29. Mai 2018 unterzeichneten Tarifvertrag (TV FSS 2018) wird fast durchgängig die Bezeichnung Kleindarsteller verwendet.
Auszug aus dem Manteltarifvertrag:

„Kleindarsteller gelten als Filmschaffende im Sinne dieses Tarifvertrages. Kleindarsteller sind Filmschaffende, deren darstellerische Mitwirkung die filmische Handlung nicht wesentlich trägt und die ihr kein eigenpersönliches Gepräge gibt. Die besonderen Arbeitsbedingungen der Kleindarsteller sind im Tarifvertrag für Kleindarsteller (Abschnitt III) geregelt.“

In dem TV gibt es einen eigenen Vertrag für Kleindarsteller (Abschnitt III), welcher in drei Kategorien, je nach Rolle des Kleindarstellers unterteilt wird und u. a. die Gagenhöhe regelt. Danach sollte zukünftig unter einfache Kleindarstellung, gehobene Kleindarstellung und der "Edelkomparserie" unterschieden werden.

## Gagenhöhe
Seit der Medienkrise im Jahr 2002 sind die Budgets der meisten Film- und Fernsehproduktionen und somit auch die Gagen vieler Medienschaffender eingebrochen. Das drastisch gestiegene Angebot an Darstellern im Gegensatz zum oft deutlich geringeren Budget der Filmproduktionen führte dazu, dass die durchschnittlichen Gagen von Statisten und Komparsen in den letzten Jahren deutlich gesunken sind und sich angeglichen haben.
In den 1990er-Jahren zum Beispiel erhielten Komparsen, je nach Größe der Rolle, üblicherweise zwischen 200 und 300 Mark pro Drehtag, Statisten zwischen 100 und 150 Mark (50–75 Euro).
Obwohl die Dienstleistungsgewerkschaft Ver.di schon seit vielen Jahren fortlaufend Tarifverträge mit den Fernseh- und Filmschaffenden (TV FSS) aushandelt, in deren Auflistung zu den unterschiedlichsten Berufsgruppen auch der Kleindarsteller/Komparse aufgeführt ist, wurden weiterhin pauschale Gagen von lediglich 50–60 Euro für bis zu 10 Stunden gezahlt. Diese Gagen waren bei Auszahlung zwar bereits von Steuer und Abgaben bereinigt, aber dennoch weit von den ausgehandelten Tarifen entfernt. Es gab aber nie eine Komparsen-Agentur, die jemals ernsthaft wagte, den gültigen Tarif für ihre Komparsen bei den Produktionen durchzusetzen.
Erst seit Inkrafttreten des gesetzlichen Mindestlohns am 1. Januar 2015 und der schrittweisen Erhöhung erhalten nun auch Komparsen und Statisten eine sich jedoch am unteren Limit bewegende Entlohnung von 12 Euro/Stunde Brutto (Stand Oktober 2022/Mindestlohn), was zur Folge hat, dass auch verstärkt kurzzeitige Buchungen zu beobachten sind, um so die Mehrbelastung der Produktionen etwas zu mindern. War der Komparse früher häufig pauschal für mindestens zehn Stunden zuzüglich Pause gebucht, werden die Anfragen heute manchmal nach voraussichtlichem Zeitaufwand schon ab zwei Stunden beginnend beschränkt.
Immer öfter werden Kleindarsteller nur noch für halbe Drehtage gebucht. Auch größere Filmproduktionen gehen teilweise inzwischen zu einer Gagenhöhe bis max. 13 € pro Stunde oder pauschal max. 130 € für einen Drehtag über. Ein Drehtag kann entgegen der Planung auch länger als die üblichen maximalen zehn Stunden dauern, wofür es dann Überstundenzuschläge gibt. Zuschläge gibt es zudem für Nachteinsätze nach 22 Uhr oder Sonntagszuschläge. Die aber nicht mehr automatisch. Wofür heute nicht oder kaum mehr Zuschläge gezahlt werden, sind Kleidungsgeld (Alltagskleidung wird mittlerweile in dreifacher Ausführung bei Buchung vorausgesetzt), Ausfallgage oder bei Anschluss-Drehtagen.
Für das Mitbringen bestimmter eigener Kleidung wie Smoking, Ballkleid, spezieller Arbeitskleidung oder Uniformen, Requisiten oder eines Fahrzeugs, für eine Text- oder Spielrolle werden Zulagen zwischen 10 und 75 Euro bezahlt. Tagesgagen für Spielszenen in Dessous oder wenig Kleidung liegen bei etwa 150,- Euro. Gagen für spezielle Rollen wie die einer Leiche oder Nacktauftritte liegen noch darüber und sind immer auch Verhandlungssache. Wird im Film eine historische Epoche dargestellt, ist es notwendig, dass auch die Frisuren der Komparsen entsprechend anzupassen sind. Je nach Grad der Veränderung erhalten Männer zwischen 15 und 30 Euro, Frauen zwischen 15 und 50 Euro.
Die Auszahlung der Gagen und der individuellen Steuer- und Abgabenabrechnung erfolgt inzwischen zumeist durch Gagen-Abrechnungsunternehmen wie adag, Teamwork, Mecon, Pauls Büro etc. Bevor es diese gab, wurden die Gagen nach Drehschluss noch bar am Set ausgezahlt. Komparsen und Statisten werden aus  abrechnungstechnischen Gründen immer nur tageweise gebucht und auch abgerechnet, selbst bei Einsätzen an direkt aufeinanderfolgenden Tagen, für dieselbe Produktion und in derselben Rolle.
Früher durften Komparsen und Statisten die Verpflegung (Catering) am Set nutzen. Heute müssen sie teils ihre Verpflegung selbst mitbringen oder es wird eine separate und einfachere Komparsen-Verpflegung angeboten. Für die Komparsen-Agenturen ist neben der Gagenhöhe auch das Aushandeln über Verpflegung mit den Produktionen wichtiger Bestandteil ihrer Arbeit. Sollten nur wenige Komparsen anwesend sein, dann dürfen sie oft auch das Catering der Crew nutzen – aber erst nach den Schauspielern und dem Team.
Fahrtkosten und sonstige Auslagen werden bei Komparsen und Statisten nur in Einzelfällen erstattet.
In Österreich hingegen zeigt sich eine andere Situation: die Gagen für Komparsen sind seit Jahrzehnten quasi eingefroren – 30 Euro (früher 400 Schilling) fix für einen Drehtag bis zu zehn Stunden. Sollte der Dreh länger dauern, gibt es 4 bzw. 5 Euro Zuschlag (je nach Agentur) für jede angefangene Stunde – das gilt aber erst, wenn die 11. Stunde voll ist. Das Thema Berufskomparsen erübrigt sich damit von selbst.

## Berufskomparsen
Vor allem in den großen Medienstädten München, Köln, Hamburg und Berlin haben sich in den letzten Jahren immer mehr hauptberufliche Komparsen entwickelt. Also Personen, die versuchen, ihren Lebensunterhalt vornehmlich als Komparse zu bestreiten.
Ein Beispiel einer Person, die vor allem als Statist und Komparse gearbeitet hat, aber trotzdem zu einer gewissen Prominenz gelangte, war Bess Flowers. Sie arbeitete von den 1920er- bis in die 1960er-Jahre an über 1000 Film- und Fernsehproduktionen in Hollywood und fiel durch diese enorme Präsenz Cineasten und Filmhistorikern auf.

## Unfreiwillige Komparsen
Eine besondere Gruppe unter den Komparsen besteht aus den sogenannten unfreiwilligen Komparsen, die im Fachjargon der Kameraleute auch als „Pilze“ tituliert werden – es sind Glückspilze, weil sie in einem Film eine Rolle spielen, ohne dafür gearbeitet zu haben. Dies sind jene Passanten, die zufällig anwesend sind, während ein Film ohne Ankündigung auf offener Straße gedreht wird. Meist wird bei Filmproduktionen jedoch penibel darauf geachtet, dass diese Situation nicht eintritt, da hier unter Umständen das Recht am eigenen Bild verletzt wird, was zusätzliche Kosten verursachen kann (z. B. durch Klagen und Gerichtsverfahren).